# Amsterdam Oud-West
Oud-West (deutsch Alt-West) ist ein Stadtteil der Gemeinde Amsterdam im Stadtbezirk Amsterdam-West und gehört zur niederländischen Provinz Nordholland. Die Grundfläche des Stadtteiles betrug (Juli 2009) 1,75 km²; im Jahr 2003 hatte Oud-West eine Bevölkerungsanzahl von 31.905 Personen, und wurde 2007 von 177 Nationalitäten bewohnt.

## Bedeutung
Im weitesten Sinne war Oud-West die Bezeichnung für alle älteren Stadtviertel vor dem Zweiten Weltkrieg in Amsterdam-West, darunter auch die Stadtteile De Baarsjes, Westerpark und Viertel von Bos en Lommer.

## Geschichte
Mit dem Entstehen eines Fußgängerweges von Amsterdam nach Sloten, den späteren Straßen Heiligeweg und Overtoom, beginnt die Geschichte von Oud-West. Um 1661 wurde in diesem Stadtteil der Kanal (ndl. Gracht) Kwakerspoel angelegt, dort, wo heute der Bellamyplein liegt. Es war ein ländliches Gebiet mit windmühlenbetriebenen Sägereien. Um 1890 wurde der Kwakerspoel trockengelegt. Als die letzte Windmühle abgebaut war, wurde die ehemalige Gracht trockengelegt und zu einer Straße umgebaut, der Kwakerstraat. Nach 1636 entstanden in diesem Gebiet die ersten städtischen Gebäude, Herbergen und Druckereien sowie 1784 die Kirche De Liefde. Es kam weitere gewerbliche Architektur und auch Wohnhäuser hinzu, und es entstand ein gemischtes Amsterdamer Stadtviertel. Für die erste elektrische Straßenbahn wurde ein großer Hallenkomplex gebaut, die Remise Tollenstraat,. die bis 1996 als Endstation und Reparaturgebäude für die Amsterdamer Straßenbahnen und Busse diente. Seit April 2002 stehen De Hallen unter Denkmalschutz und sollen zu einem Theater, einer Sportschule, einem Kino und einer Bibliothek umgebaut werden. Die Bauarbeiten hierzu begannen im Jahre 2013 und sollen 2015 abgeschlossen werden. Der Stadtteilvorsitzende Bouwe Olij eröffnete im Dezember 2008 das neue Stadtviertel-Museum Bellamy Buurtmuseum, wo Ausstellungen über die Geschichte von Oud-West stattfinden. Im April 2009 standen im Stadtviertel Oud-West 230 Gebäude unter Denkmalschutz.

## Wohnviertel
Das Stadtviertel Oud-West ist offiziell eingeteilt in die Wohnviertel (Stand Juli 2009):
- Bellamybuurt: zwischen Kinkerstraat, Bilderdijkkade und Tweede Kostverlorenkade.
- Borgerbuurt: zwischen Kinkerstraat, Bilderdijkgracht, Jacob van Lennep-Kanaal und Kostverlorenvaart.
- Cremerbuurt: zwischen Overtoom, Kostverlorenvaart, Jacob van Lennepkanaal und Nicolaas Beetsstraat.
- De Costabuurt: zwischen Hugo de Groot-Gracht, Singelgracht, J. v. Lennepkanaal und Bilderdijkgracht.
- Helmersbuurt: zwischen Singelgracht, Overtoom, Nicolaas Beetsstraat und J. v. Lennepkanaal.
- Vondelparkbuurt: zwischen Amstelveenseweg, Overtoom, Vondelpark und Stadhouderskade.